# Edifício da Companhia de Seguros Ultramarina (Aveiro)
O Edifício da Companhia de Seguros Ultramarina é um edifício que existe na Avenida do Doutor Lourenço Peixinho, em Aveiro, Portugal, notório por ser a primeira construção na cidade a ser equipada com elevador.
Tendo sido renovado em 2022, tem a particularidade de ser um dos primeiros edifícios de habitação nesta avenida onde não é permitida a atividade de alojamento local.

## História
Projetado pelo arquiteto Luiz Bevilacqua e construído entre 1951 e 1952, este edifício foi a sede de Aveiro da Companhia de Seguros Ultramarina (1901-1979), e um dos primeiros exemplos do estilo Português Suave a surgir na principal avenida da cidade.
Aquando a sua construção, no gaveto entre a Avenida Lourenço Peixinho e a Rua de Agostinho Pinheiro, tratava-se de um edifício muito moderno, avançado em relação ao que se construía na cidade. A sua inserção urbana é inteligente, tirando partido da localização num gaveto estreito e explorando essa característica, colocando no vértice a entrada e as acessibilidades verticais, escadas e elevador. O lote é de formato triangular, fazendo frente para a avenida e também para a Rua Agostinho Pinheiro. O edifício ocupa o exterior do lote, desenhando um saguão na parte central, possibilitando a ventilação e iluminação das cozinhas, corredores e zonas sanitárias. O edifício revela dois corpos principais, com fachada para cada um dos arruamentos que limitam o talhão, e um outro que estabelecia a ligação, onde ainda se situam as escadarias de serviço. Projetado com sete pisos, incluindo uma cave destinada a arrecadações, o piso térreo destinava-se a lojas, o primeiro andar para escritórios, os segundo, terceiro e quarto andares para habitações e o quinto para arrecadações e habitação da porteira.

## Atualidade

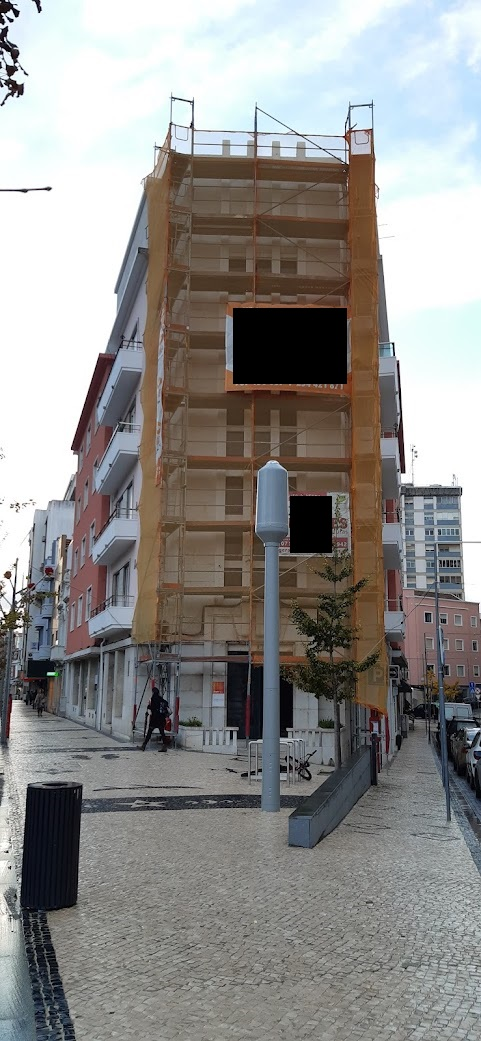
Edifício durante as obras de reabilitação das fachadas (2022).

Atualmente, este edifício é ocupado por vários espaços comerciais, ao nível do solo, e por habitações e serviços nos pisos superiores. A maior parte dos elementos originais mantém-se, incluindo os ornamentos metálicos das varandas e o portão, de ferro, com as iniciais CSU (Companhia de Seguros Ultramarina). O elevador (pioneiro na cidade) foi substituído por um mais moderno, embora se mantenham as grades de proteção metálicas em torno do equipamento atual.
Em 2022, foi alvo de uma reabilitação das fachadas, a cargo dos atuais proprietários, mantendo as cores e traça originais.
Após a remodelação e conversão parcial para a tipologia de habitação, passou a ser um dos primeiros edifícios de habitação nesta avenida onde não é permitida a atividade de alojamento local.